# Maeda Yusuke
Maeda Yusuke (前田 悠佑, sinh ngày 23 tháng 11 năm 1984) là một cầu thủ bóng đá người Nhật Bản thi đấu ở vị trí tiền vệ cho V-Varen Nagasaki ở J2 League.

## Thống kê sự nghiệp
Cập nhật đến ngày 23 tháng 2 năm 2017.
| Thành tích câu lạc bộ | Thành tích câu lạc bộ | Thành tích câu lạc bộ | Giải vô địch | Giải vô địch | Cúp                   | Cúp                   | Tổng cộng | Tổng cộng |
| Mùa giải              | Câu lạc bộ            | Giải vô địch          | Số trận      | Bàn thắng    | Số trận               | Bàn thắng             | Số trận   | Bàn thắng |
| Nhật Bản              | Nhật Bản              | Nhật Bản              | Giải vô địch | Giải vô địch | Cúp Hoàng đế Nhật Bản | Cúp Hoàng đế Nhật Bản | Tổng cộng | Tổng cộng |
| --------------------- | --------------------- | --------------------- | ------------ | ------------ | --------------------- | --------------------- | --------- | --------- |
| 2007                  | Honda Lock            | JRL (Kyushu)          | 18           | 12           | 2                     | 0                     | 20        | 12        |
| 2008                  | Honda Lock            | JRL (Kyushu)          | 17           | 11           | 1                     | 1                     | 18        | 12        |
| 2009                  | Honda Lock            | JFL                   | 33           | 6            | 3                     | 1                     | 36        | 7         |
| 2010                  | Honda Lock            | JFL                   | 32           | 6            | 2                     | 2                     | 34        | 8         |
| 2011                  | Honda Lock            | JFL                   | 29           | 7            | 1                     | 1                     | 30        | 8         |
| 2012                  | V-Varen Nagasaki      | JFL                   | 13           | 0            | 2                     | 1                     | 15        | 1         |
| 2013                  | V-Varen Nagasaki      | J2 League             | 22           | 0            | 1                     | 0                     | 23        | 0         |
| 2014                  | V-Varen Nagasaki      | J2 League             | 21           | 0            | 3                     | 0                     | 24        | 0         |
| 2015                  | V-Varen Nagasaki      | J2 League             | 35           | 1            | 1                     | 0                     | 36        | 1         |
| 2016                  | V-Varen Nagasaki      | J2 League             | 34           | 0            | 0                     | 0                     | 34        | 0         |
| Tổng                  | Tổng                  | Tổng                  | 254          | 43           | 16                    | 6                     | 270       | 49        |